# Jonáš Mišl Jajteles
Jonáš Mišl Jajteles nebo též Jonas Mischel Jeitteles (hebrejsky יונה מיכל יֶיטֶלֶס‎ 5. května 1735, Praha – 18. dubna 1806 tamtéž) byl židovský lékař z pražské lékařské rodiny Jajtelesů.

## Život
Prvního vzdělání se mladému Jonáši Jajtelesovi dostalo od jeho otce, významného pražského lékárníka. V roce 1752 studoval medicínu v Lipsku, v roce 1753 v Halle an der Saale, kde v roce 1755 získal titul doktora.
O rok později získal v Praze povolení k výkonu lékařské praxe v rámci pražské židovské obce. Od roku 1763 působil v židovské nemocnici a v roce 1777 byl jmenován předsedou židovské lékařské profese v Praze.
Od roku 1784 získal povolení ordinovat bez omezení, tzn. směl léčit i nežidovské pacienty. Tímto způsobem se mu podařilo vybudovat respektovanou lékařskou praxi.
Jonáš Jajteles byl zakladatelem významného židovského rodu učenců. Měl čtyři syny:
- Baruch, liberální rabín Klausové synagogy
- Gottlieb
- Jehuda, orientalista
- Izák

Jonáš Jajteles zemřel v Praze 18. dubna 1806, jeho hrob se nachází na starém židovském hřbitově v Praze-Žižkově.

## Spisy
- Observata Quædam Medica (Praha, Vídeň a Lipsko, 1783)